# 罗斯玛丽·加布里尔
罗斯玛丽·加布里尔（德語：Rosemarie Gabriel，1956年2月27日—），旧姓科特尔（Kother），德国女子游泳运动员。她曾代表东德参加1972年和1976年夏季奥林匹克运动会游泳比赛，其中1976年奥运会获得一枚铜牌。